# Roy Rosenzweig Center for History and New Media
Roy Rosenzweig Center for History and New Media (RRCHNM, traducido como Centro Roy Rosenzweig de Historia y Nuevos Medios) es un centro de investigación especializado en historia digital y tecnología de la información en la Universidad George Mason (GMU) en Virginia. Fue uno de los primeros centros de historia digital del mundo, establecido por Roy Rosenzweig en 1994 para utilizar los medios digitales y la tecnología de la información para democratizar la historia: incorporar múltiples voces, llegar a audiencias diversas y fomentar la participación popular en la presentación y preservación del pasado. Su actual director es T. Mills Kelly.

## Historia

### Roy Rosenzweig
CHNM fue fundado en el otoño de 1994 por Roy Rosenzweig como un centro de investigación dentro del Departamento de Historia e Historia del Arte de GMU. Sus orígenes se encuentran en el trabajo de Rosenzweig con Steve Brier y Josh Brown en una versión en CD-ROM del libro de texto de historia estadounidense del American Social History Project, ¿Quién construyó Estados Unidos? Archivado el 18 de abril de 2018 en Wayback Machine. pero como Rosenzweig era inicialmente la única persona en el centro, éste se encontraba en su oficina. En 1995 se le unieron Michael O'Malley, quien se convirtió en director asociado del centro, y la entonces estudiante de doctorado Elena Razlogova, quien se convirtió en la primera persona remunerada del centro. Durante el traslado de oficinas en 1997, el centro se expandió a dos oficinas conectadas por un vestíbulo con las computadoras y la impresora del departamento. En 1999, obtuvo una subvención de desafío del NEH que le permitió establecer una donación en apoyo del centro. A esto le siguió en 2000 una subvención de la Fundación Alfred Sloan, que condujo a una importante ampliación del personal del centro y a su traslado a su propio espacio, separado del departamento.

### Cambio de nombre
En 2007, Rosenzweig murió de cáncer a la edad de sólo 57 años. Dan Cohen lo sucedió como director y una segunda subvención de NEH para construir el fondo del centro brindó la oportunidad de cambiar el nombre del centro en su honor.El 15 de abril de 2011, el Center for History and New Media se convirtió en Roy Rosenzweig Center for History and New Media.

### Después de Rosenzweig
En 2013, Cohen dejó el centro para convertirse en el director ejecutivo fundador de la Biblioteca Pública Digital de América y Stephen Robertson lo sucedió como director. En 2018, The Chronicle of Higher Education publicó un informe sobre las mejores universidades que recibieron financiación del NEH en los últimos años. George Mason obtuvo el octavo monto de financiamiento más alto a nivel nacional, con el 61% de ese financiamiento otorgado a RRCHNM. Dado que el centro forma parte administrativamente del Departamento de Historia y de Historia del Arte, el departamento considerado por sí solo ocuparía el puesto número trece en la lista nacional.En 2019, Robertson dejó el centro y T. Mills Kelly lo sucedió como director.

## Recursos educativos abiertos
Los primeros proyectos del centro estaban dirigidos a profesores y estudiantes, y esta sigue siendo una importante línea de trabajo realizada en el centro hasta el día de hoy. Con financiación del Fondo Nacional de Humanidades (NEH), Rosenzweig continuó trabajando en el CD-ROOM Who Build America? antes de su transición a la entonces nueva red mundial. Los primeros proyectos en línea incluyeron Libertad, Igualdad, Fraternidad, una historia de la Revolución Francesa ; History Matters, para uso en cursos de estudio de historia estadounidense ; Fuentes de historia mundial  y Mujeres en la historia mundial para su uso en cursos de estudio de historia mundial. Otros proyectos financiados por NEH incluyen Making the History of 1989 de T. Mills Kelly, creado en colaboración con el Instituto Histórico Alemán, y Children and Youth in History de Kelly Schrum, creado en colaboración con la Universidad de Misuri. -Ciudad de Kansas.
En 2002, el centro comenzó a recibir una serie de subvenciones del programa de Enseñanza de Historia Estadounidense del Departamento de Educación de EE. UU ., incluida una subvención de cinco años y 7 millones de dólares para construir un sitio web de intercambio de información sobre historia estadounidense en 2007. También trabajó directamente con sistemas escolares e institutos de patrimonio cultural para crear materiales pedagógicos que van desde planes de lecciones hasta archivos digitales de fuentes primarias. Uno de esos proyectos sobre pensamiento histórico, Objeto de Historia, fue creado en asociación con el Museo Nacional de Historia Estadounidense del Instituto Smithsonian . Los proyectos educativos recientes se han centrado en volver a desarrollar sus recursos educativos abiertos sobre la historia mundial.CHNM también participa en actividades de extensión educativa con maestros en los distritos escolares de Virginia. Todos los proyectos basados en la web son recursos educativos abiertos.

## Colecciones digitales
Tras los ataques del 11 de septiembre de 2001, el centro, en colaboración con el Proyecto de Historia Social Estadounidense de la Universidad de la Ciudad de Nueva York, organizó el Archivo Digital del 11 de Septiembre con financiación de la Fundación Alfred P. Sloan. Con el Archivo Digital del 11 de Septiembre, CHNM y ASHP utilizaron medios electrónicos para recopilar, preservar y presentar el pasado, con un depósito digital de material que incluye más de 150.000 relatos de primera mano, correos electrónicos, imágenes y otros materiales digitales. Se convirtió en la primera adquisición digital importante de la Biblioteca del Congreso.
Este proyecto inspiró el Banco de Memoria Digital del Huracán, que recopiló historias y objetos digitales relacionados con el huracán Katrina, Rita y Wilma. El centro también colaboró con el Archivo de Mujeres Judías en Katrina's Jewish Voices, un archivo virtual de historias, imágenes y reflexiones sobre las comunidades judías de Nueva Orleans y la Costa del Golfo antes y después del huracán Katrina.

## Desarrollo de software
En 2005, el centro comenzó a desarrollar su propio software gratuito y de código abierto .
Con financiación del Instituto de Servicios de Museos y Bibliotecas (IMLS) y la Fundación Andrew W. Mellon, el centro desarrolló Zotero, un software gratuito de gestión de referencias basado en navegador que utilizan los académicos para leer y citar la literatura académica . Esto llevó a Thomson Reuters, los creadores del software de gestión de referencias comerciales EndNote, a demandar a la Universidad George Mason y a la Commonwealth de Virginia en 2008; la demanda fue desestimada en 2009.
El deseo de evitar crear sitios web de coleccionismo desde cero cada vez que comenzaba un nuevo proyecto de coleccionismo llevó al centro a desarrollar Omeka, que se lanzó por primera vez en 2008. Omeka aún se utiliza para impulsar sus proyectos de recolección, incluidos proyectos recientes sobre la pandemia de COVID-19, Pandemic Religion y Collecting These Times.El IMLS también proporcionó financiación inicial en 2007 para Omeka, un sistema de gestión de contenidos que utiliza el estándar de metadatos Dublin Core para crear colecciones digitales y publicar exhibiciones digitales. Con financiación del NEH, el centro también construyó los módulos de transcripción Scriptoy DataScribe sobre la plataforma Omeka.
Durante la década de 2000 y principios de la de 2010, el centro distribuyó una serie de herramientas digitales para historiadores y profesores, entre ellas Web Scrapbook, Survey Builder, Scribe (una aplicación para tomar notas diseñada pensando en los historiadores), Poll Builder, H-Bot (una aplicación histórica automatizada). fact finder) y Syllabus Finder, que permitía a los usuarios buscar y comparar programas de estudios de miles de universidades y facultades sobre cualquier tema, utilizando el motor de búsqueda de Google . A finales de la década de 2010, varias corporaciones reemplazaron en gran medida estas herramientas por otro software gratuito o freemium, por lo que las herramientas fueron abandonadas.
En 2017, con el apoyo financiero de la Fundación Andrew W. Mellon, el centro lanzó Tropy, una aplicación de escritorio de organización del conocimiento para gestionar y describir fotografías de materiales de investigación.A partir de 2015, el mantenimiento y desarrollo del software del centro fue compartido entre RRCHNM y la Corporación de Becas Digitales (CDS), dirigida por exmiembros del centro. En febrero de 2021, RRCHNM anunció que los proyectos Tropy, Omeka y Zotero estaban en proceso de transición completa a CDS.

## Comunicación académica
En 1999, American Quarterly colaboró con el American Studies Crossroads Project y el centro para organizar un experimento de publicación de hipertexto. Cuatro ensayos, que cubren temas tan diversos como fotografías, pruebas legales, la guerra hispanoamericana en el cine, las primeras tiras cómicas y Arnold Schwarzenegger, ofrecen enfoques contrastantes sobre el uso de medios digitales para presentaciones académicas. Otros experimentos tempranos en publicación digital incluyen Imaging the French Revolution, una serie de ensayos que analizan imágenes de multitudes en la Revolución Francesa e Interpreting the Statement of Independence by Translation, una mesa redonda de historiadores reunidos para discutir la traducción y recepción de la Declaración de Independencia en Japón, México, Rusia, China, Polonia, Italia, Alemania, España e Israel.
En 2009, el centro comenzó a centrarse más en comunicación académica y proyectos de construcción comunitaria. Los proyectos particularmente notables de esta era del centro incluyeron los Institutos de Verano One Week One Tool, financiados por NEH;los talleres Doing Digital History, financiados por NEH, para historiadores estadounidenses en la mitad de su carrera; las desconferencias de THISCamp, financiadas por Mellon; y PressForward, financiado por Sloan, un complemento dr WordPress para comunicación académica en línea. El proyecto PressForward, en particular, condujo al establecimiento de varias publicaciones experimentales, entre ellas The Journal of Digital Humanities, que se publicó de 2011 a 2014, y Digital Humanities Now, que se publicó de 2009 a 2021.
En 2017, el centro celebró un taller financiado por Mellon para explorar el papel de la argumentación en los estudios de historia digital. Posteriormente publicó un documento técnico, "Argumento e historia digital" y organizó un panel al respecto en la reunión anual de la Asociación Histórica Estadounidense.

## Historia Pública
Muchos de los proyectos del centro son proyectos de historia pública con un enfoque explícito en audiencias públicas amplias. Después de la muerte de Rosenzweig, Tom Scheinfeldt terminó la creación de Gulag: Many Days, Many Lives, una exposición basada en la web financiada por NEH y desarrollada en colaboración con el Museo Gulag de Perm, Rusia, que ofrece una consideración multifacética de la lucha humana por la supervivencia. en el Gulag, el brutal y a menudo letal sistema soviético de campos de concentración de trabajos forzados.
Otro proyecto público es Histories of the National Mall de Sheila Brennan y Sharon Leon, un sitio web optimizado para visualización móvil que permite a los visitantes del National Mall ver su historia en el lugar. El sitio web ganó el premio del Consejo Nacional de Historia Pública por proyectos destacados de historia pública en 2015.

## Historia computacional
Una de las últimas subvenciones NEH de Rosenzweig, continuada por Cohen después de su muerte, fue para investigar, desarrollar y probar herramientas para la minería de textos. Los proyectos recientes en el área de la historia computacional incluyen Mapping American Elections de Sheila Brennan y Lincoln Mullen, financiado por NEH; American Public Bible de Lincoln Mullen, que se basa en la colección Chronicling America de la Biblioteca del Congreso; y la Fundación Nacional de Ciencias de Jessica Otis financió Death by Numbers, sobre las primeras facturas de mortalidad del Londres moderno.

## Estudios R2
CHNM comenzó a hacer podcasts en 2007 con el proyecto Digital Campus TV. En 2021, con financiación de la Fundación Andrew W. Mellon, creó formalmente una división de podcasting conocida como R2 Studios. Los podcasts recientes incluyen Consolation Prize de Abigail Mullen, que se centra en la historia de los primeros cónsules estadounidenses, y The Green Tunnel de Kelly, que se centra en los 100 años de historia del sendero de los Apalaches.